# Reslövs landskommun
Reslövs landskommun var en tidigare kommun i dåvarande Malmöhus län.

## Administrativ historik
Kommunen bildades i Reslövs socken i Onsjö härad i Skåne när 1862 års kommunalförordningar trädde i kraft. 
I kommunen inrättades 26 mars 1915 Marieholms municipalsamhälle.
Vid kommunreformen 1952 uppgick kommunen med municipalsamhället i Marieholms landskommun som upplöstes 1971 då denna del uppgick i Eslövs kommun.

## Politik

### Mandatfördelning i Reslövs landskommun 1938-1946
| 10 | 7 | 3 |

| 20 |

| 11 | 6 | 3 |

| 19 |

| 11 | 6 | 3 |

| 17 | 3 |